# Aiwo
Aiwo,  (appelé plus  rarement Aiue)  autrefois Yangor, en nauruan Aiue, est un des quatorze districts et une des huit circonscriptions électorales de Nauru. C'est là que sont situés les principales usines de transformation du phosphate et le port d'Aiwo.

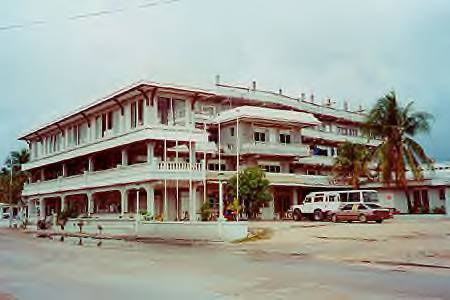
Hôtel OD-N-Aiwo

## District

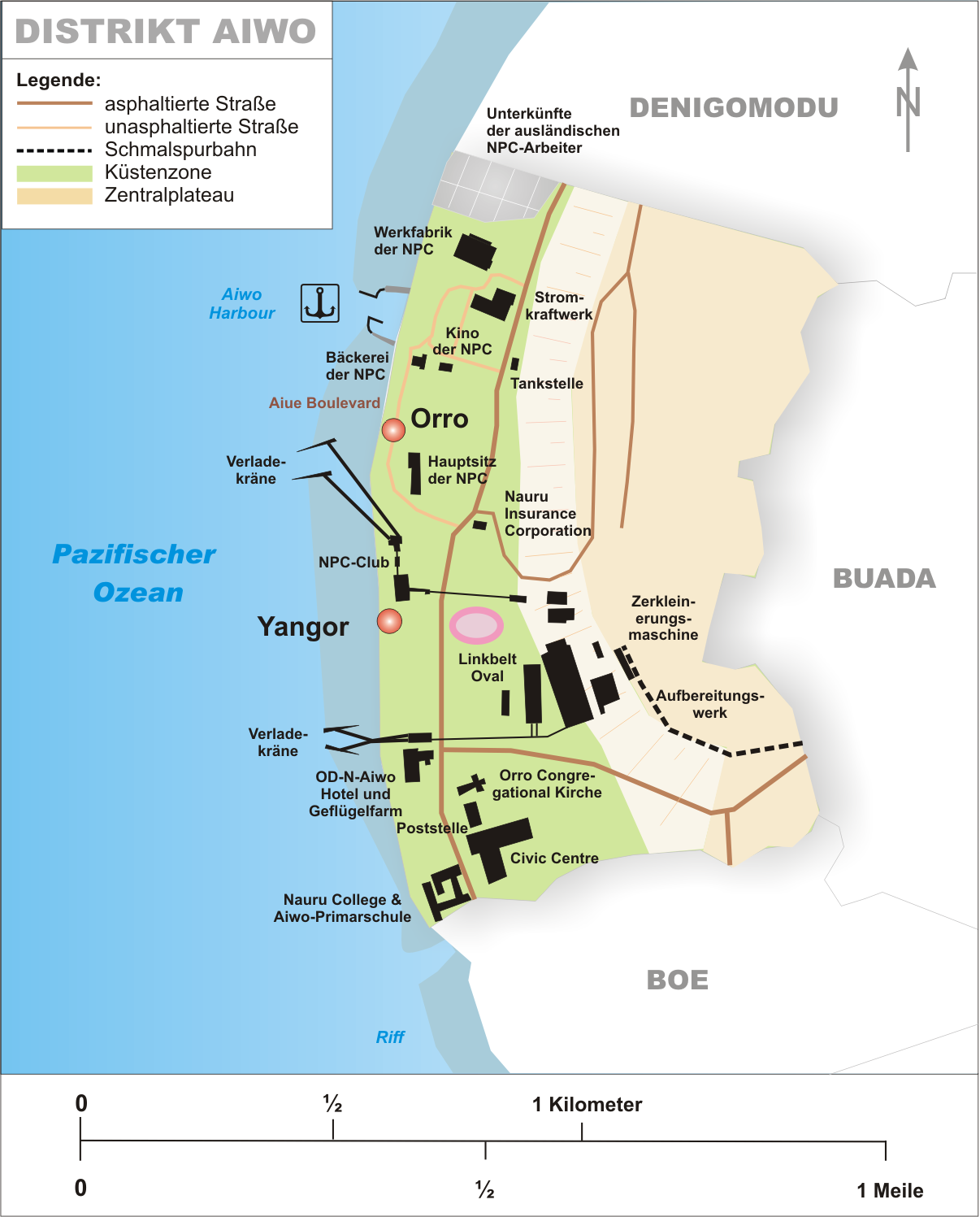
Carte du district d'Aiwo

### Géographie
Aiwo se trouve dans l'ouest de l'île de Nauru. Il est bordé par l'océan Pacifique à l'ouest et par les districts de Denigomodu au nord, de Buada à l'est et de Boe au sud.
Son altitude moyenne est de 26 mètres (minimale : 0 mètre, maximale : 71 mètres au Command Ridge), sa superficie est de 1,1 km2 (neuvième rang sur quatorze).

### Infrastructures
Aiwo abrite sur son territoire de nombreuses infrastructures :
- économiques : une partie de la voie ferrée de l'île, usines de traitement du phosphate de la Republic of Nauru Phosphate Corporation, les quatre structures cantilever et leurs bandes transporteuses permettant de charger le phosphate sur les phosphatiers, le siège de la RONPHOS, la station d'essence, une boulangerie et une exploitation de volailles ;
- culturelles : le cinéma de la RONPOS et le centre civique (centre de congrès) ;
- scolaires : l'école primaire d'Aiwo et le Nauru College ;
- religieux : la principale église protestante du pays (église congrégationnelle Orro) ;
- sportifs : le stade Linkbelt Oval ;
- services : l'auberge de jeunesse OD-N-Aiwo, la centrale électrique, le bureau de poste, la société d'assurance de Nauru, le club de la RONPHOS, le port et l'Aiue Boulevard (promenade côtière) ;
- diplomatique : les deux missions diplomatiques sur l'île, le haut-commissariat australien et l'ambassade de la République de Chine (Taiwan) se trouvent dans le district d'Aiwo[3],[4].

### Population
Aiwo est peuplé de 1 042 habitants (deuxième rang sur quatorze) avec une densité de population de 1 042 hab/km2. L'extrémité Sud des logements des employés immigrés sous contrat travaillant dans le secteur du phosphate qui comptait 2230 habitants en 2002 se trouve sur le territoire du district mais est considéré comme une unité statistique séparé par le bureau de recensement nauruan.
Jusqu'en 1968, la zone correspondant au district d'Aiwo était composée de huit villages : Aiwo, Aribweabwe, Eaterienago, Eatoborowada, Gabab, Orro, Tebata et Tsigamei.

## Circonscription électorale

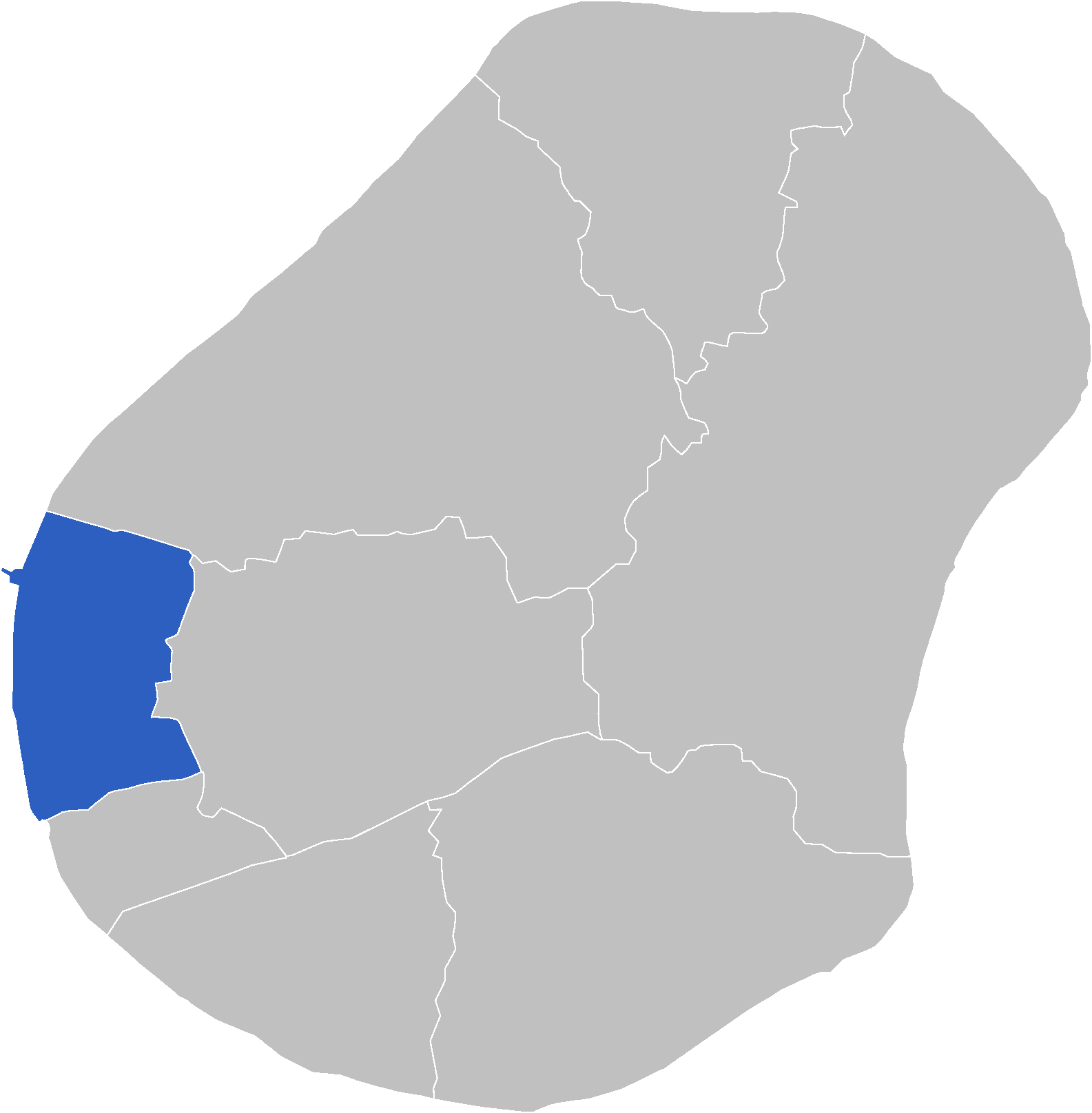
Carte de localisation de la circonscription électorale d'Aiwo.

Aiwo fourni deux élus au Parlement de Nauru au terme des élections législatives.
| Candidat      | Valeur des votes |
| ------------- | ---------------- |
| Godfrey Thoma | 199,99           |
| René Harris   | 161,57           |
| Amos Cook     | 146,71           |
| Marlene Moses | 114,76           |
| David Agir    | 112,88           |
| Preston Thoma | 112,46           |
| Alfie Moses   | 105,87           |

| Candidat      | Valeur des votes |
| ------------- | ---------------- |
| Godfrey Thoma | 233,25           |
| René Harris   | 174,95           |
| Amos Cook     | 159,1            |
| Dantes Tsitsi | 150,04           |
| Elkoga Gadabu | 136,15           |
| Allan Thoma   | 133,8            |
| Regan Moses   | 126,06           |
| Preston Thoma | 124,28           |